# QTS-11
La QTS-11,es una arma de diverses utilitats, basada en el llança granades americà XM29, tant en el seu disseny com en la seva utilitat. Consisteix en dos armes diferents unides:
- Un fusell d'assalt, que dispara munició de 5,8×42mm, en la part inferior de l'arma.
- Un llança granades antiaeri, que dispara munició de 200mm, situat en la part superior de l'arma, el qual incorpora diversos tipus de mires.